# Punch coco

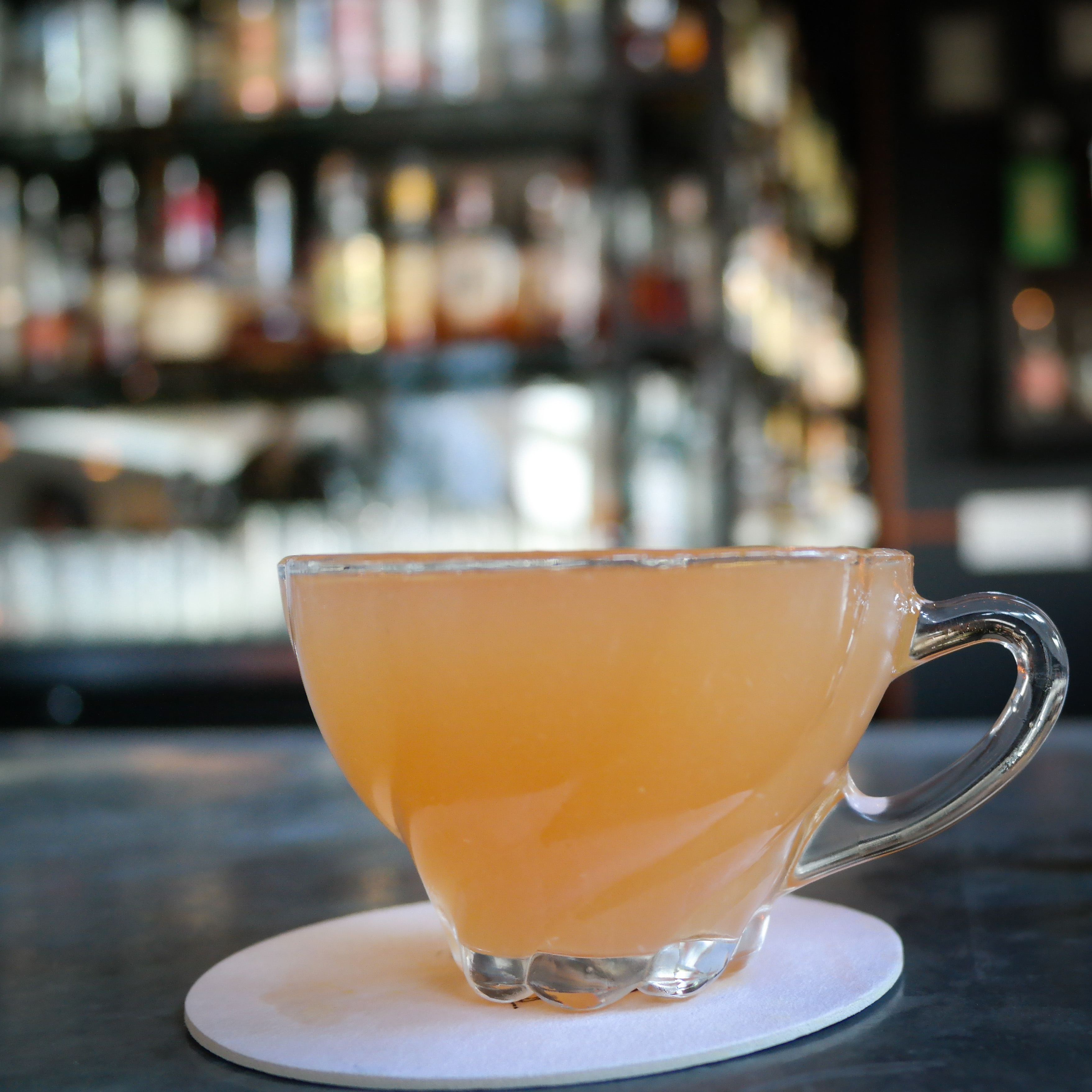

Le punch coco est un cocktail alcoolisé à base de rhum et de lait de coco.
Les ingrédients de base restent le rhum (de préférence à 50 %) et le lait de noix de coco. Certaines recettes y introduisent du gingembre, de la vanille, du lait concentré, du sucre de canne, de la muscade en poudre ou du citron.

## Ingrédients
- 1/2 rhum
- 1/2 lait de coco
- Vanille
- muscade
- Gingembre
- cannelle
- Sucre
- Jus de citron
- Lait concentré

## Variante
Si vous disposez de noix de coco, réservez le lait de coco et faites macérer la pulpe de coco dans le rhum.

### Vidéographie
- « Préparation de liqueurs de Noël (recette du punch à la noix de coco à Sainte-Luce) » [vidéo], sur ina.fr, RFO Télé Martinique, 12 décembre 1999